# Suliszewice, Tỉnh West Pomeranian
Suliszewice (tiếng Ba Lan: [suliʂɛˈvit͡sɛ], German Zülzefitz)  là một ngôi làng thuộc khu hành chính của Gmina obez, thuộc quận Łobez, West Pomeranian Voivodeship, phía tây bắc Ba Lan. Nó nằm khoảng 4 kilômét (2 mi) phía đông obez và 76 km (47 mi)     về phía đông của thủ đô khu vực Szczecin.
Trước năm 1945, khu vực này là một phần của Đức. Đối với lịch sử của khu vực, xem Lịch sử của Pomerania.
Ngôi làng có dân số 210 người.